# Early Access
Early Access (deutsch ‚früher Zugang‘), auch alphafunding, early funding, alpha-access oder paid-alpha, ist ein Finanzierungsmodell in der Videospiel-Industrie, bei dem Konsumenten für ein Computerspiel in einem frühen Entwicklungsstadium bezahlen, das spielbar ist, aber noch nicht fertiggestellt wurde. Die Entwickler können mit den Einnahmen die Arbeit fortsetzen und erhalten Fehlerberichte oder Vorschläge von den Konsumenten. Early Access ist eine verbreitete Möglichkeit der Finanzierung für Indie-Spieleentwickler und wird oft zusammen mit anderen Finanzierungsmethoden wie Crowdfunding eingesetzt. Videospiele können im Beta- und Alphastatus als Early Access erscheinen.

## Geschichte
Große Spieleentwickler veröffentlichen selten unfertige Versionen ihrer Produkte, um möglichst wenig Informationen an konkurrierende Unternehmen zu liefern und eine illegale Verbreitung des Spiels vor der Fertigstellung zu verhindern.
Die Softwaretests finden innerhalb des Unternehmens statt oder werden von einer kleinen Personengruppe unter Verschwiegenheitspflicht durchgeführt. In manchen Fällen bieten Entwickler den Zugang zu frühen Spieleversionen in einer kontrollierten Umgebung für limitierte Personengruppen zum Kauf, oder im Rahmen eines Gewinnspiels, an. Ein Beispiel dafür ist der Zugang zur Beta-Version des Mehrspieler-Modus von Halo 3, welcher gemeinsam mit dem Spiel Crackdown verkauft wurde um die Verkaufszahlen zu steigern.
Für Indie Games, welche typischerweise in kleinen Teams entwickelt werden, ist die Eigenfinanzierung während des gesamten Produktionszeitraums oft nicht möglich. Außerdem fehlen die Ressourcen für umfangreiche Tests und Feedbacks.
Das Early-Access-Konzept löst diese Probleme und bietet den Entwicklern die Möglichkeit das Spiel aufgrund der Vorschläge der Konsumenten zu erweitern. Eine typische Early-Access-Version bietet bereits eine spielbare Grundversion des Spiels, in der noch nicht alle Features implementiert wurden und noch Software-Fehler auftreten können. Oft handelt es sich dabei um sogenannte Alpha- oder Beta-Releases, welche noch Monate oder Jahre vor der vorgesehenen Fertigstellung stehen. Interessierten Konsumenten wird somit die Möglichkeit geboten aktiv am Entwicklungsprozess teilzuhaben und die Spiel-Mechanik, die Handlung oder zukünftige Features mit zu bestimmen. Manche Entwickler vermerken die aktive Mitarbeit mit einer Erwähnung in den Credits des Spiels. Jeder Käufer geht allerdings das Risiko ein, dass das Spiel nie in einer Vollversion veröffentlicht wird.
Eines der frühesten Beispiele für dieses Modell ist Minecraft, das ab 2009 von Markus Persson entwickelt wurde. Er bot die Alpha-Version einschließlich aller zukünftigen Versionen zum vergünstigten Kaufpreis von 10 Euro an, was ihm nach acht Monaten ermöglichte seinen Job zu kündigen und sich auf die Weiterentwicklung des Spiels zu konzentrieren. Der Kaufpreis erhöhte sich bei Veröffentlichung der Beta-Version auf 15, mit der Vollversion auf 20 Euro. Diese geplante Staffelung wurde von Anfang an kommuniziert. Die Vollversion erschien 2011 und brachte bis zu diesem Zeitpunkt bereits über 33 Millionen Dollar mit über 1,8 Millionen Spielern ein.

## Entwicklung
Die Early-Access-Vorgehensweise ist in den folgenden Jahren immer erfolgreicher geworden. Vor allem unabhängige Entwickler greifen auf diese Vorgehensweise zurück, wie einige Beispiele zeigen:
- Mount & Blade wurde 2004 von Armağan und İpek Yavuz in einer frühen Version veröffentlicht, um mit early-user Finanzierung die Firma TaleWorlds Entertainment zu gründen. Das Spiel wurde 2008 fertiggestellt und über Paradox Interactive veröffentlicht.
- Kerbal Space Program wurde über ein ähnliches Geschäftsmodell wie Minecraft vermarktet und später über Steam Early Access angeboten, wo Millionen von Kopien verkauft wurden.[4]
- Prison Architect brachte im Early Access über 8 Millionen Dollar ein und wurde mehr als 250.000 mal verkauft.[5]
- DayZ, ein Mehrspieler-Spiel, in dem man gegen Zombies kämpft, wurde über 400.000 mal innerhalb der ersten Woche nach dem Early-Access-Release verkauft.[6]

Um das Early-Access-Konzept zu unterstützen, haben viele Verkaufsportale einfache Möglichkeiten für den Vertrieb zur Verfügung gestellt. Die Shops verlangen im Allgemeinen einen kleinen Teil des Einkommens für ihr Service und bieten den Entwicklern die Abwicklung des Kauf-Vorgangs via Kreditkarte oder PayPal, die Bandbreite für den Download, und die Vermarktung an. Das Online-Portal Desura startete eine alphafunding-Initiative im Jahr 2011, um Indie-Entwicklern die Vermarktung von Neu-Entwicklungen zu ermöglichen. Valve integrierte im März 2013 Early Access in ihrer Plattform Steam und ermöglicht so Entwicklern, die Vorteile des Steam-Shops und der Steamworks API zu nutzen. Im Januar 2016 begann der Shop GOG.com, ähnlich wie schon Steam zuvor, ein Early-Access-Programm mit dem Namen "Games in Development" und bietet zusätzlich ein 14-tägiges Rückgaberecht ohne Begründung an, um potentiellen Käufern das Risiko eines Fehlkaufs zu ersparen.
Hersteller von Videospiel-Konsolen hat der Erfolg von Early Access ebenfalls dazu veranlasst, ihre eigenen Shop-Systeme dahingehend zu erweitern. Sony Computer Entertainment startete im Juli 2014 ein eigenes, an Steam angelehntes, Programm zur Förderung von Indie-Entwicklern für ihre Konsole PlayStation 4 und veröffentlichte das Konzept im September 2015 mit dem Spiel Dungeon Defenders II. Microsoft stellte im Juni 2015 das Xbox Game Preview Programm für das Dashboard-Preview der Xbox One vor, mit der Absicht es zu einem späteren Zeitpunkt für alle Benutzer freizuschalten. Das Xbox Game Preview Programm unterscheidet sich von anderen Early-Access-Plattformen, da jedes Spiel eine kostenlose Demo-Version anbietet, um Benutzern die Chance zu geben das Spiel vor dem Kauf zu testen. Dieses Service wurde mit den Early-Access-Titeln The Long Dark und Elite: Dangerous eingeführt. Google plante, Mitte 2016 ein ähnliches System für den Play Store einzuführen.